# Jan Thijssen

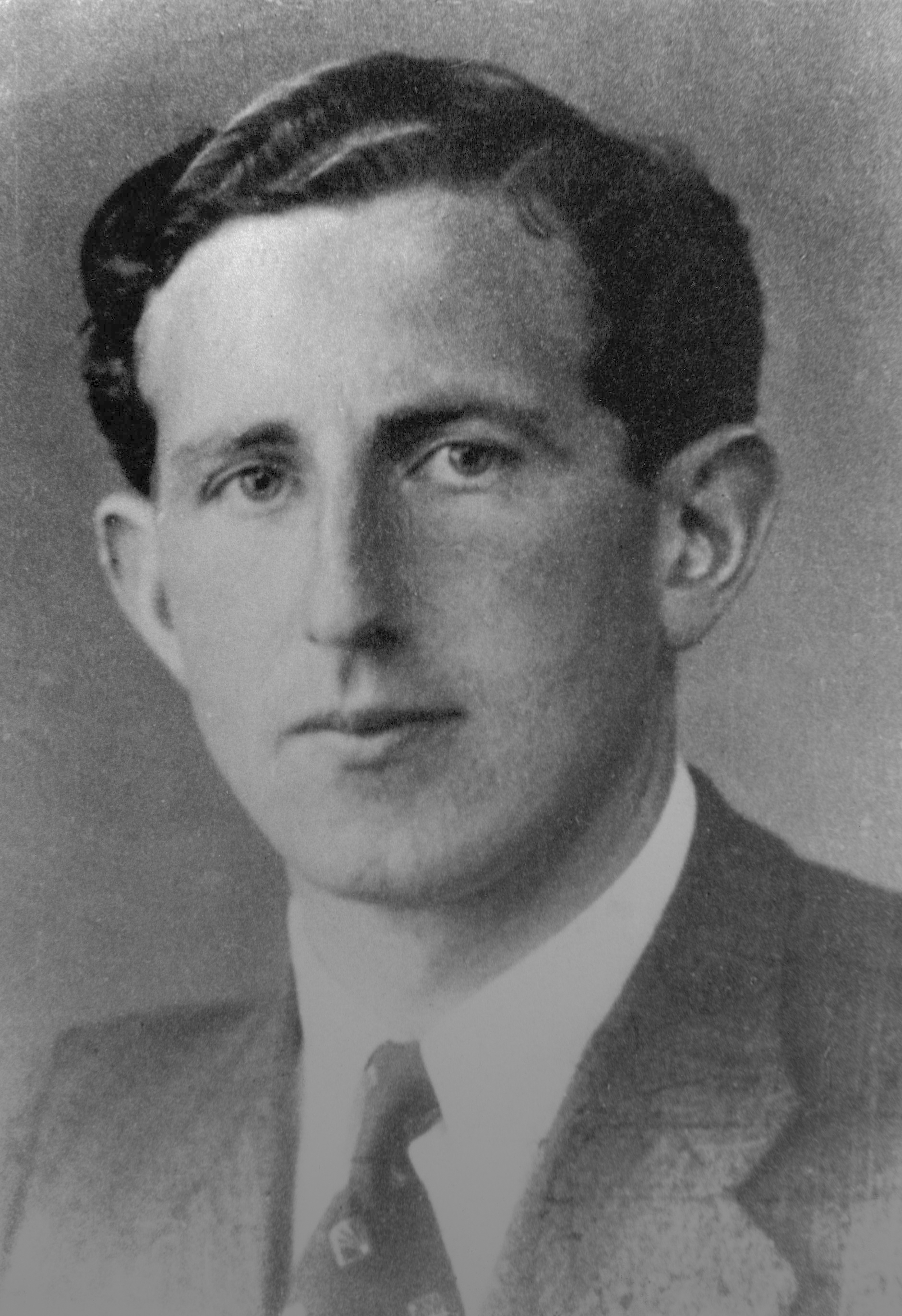
Jan Thijssen, genannt der „Lange Jan“ von Bussum

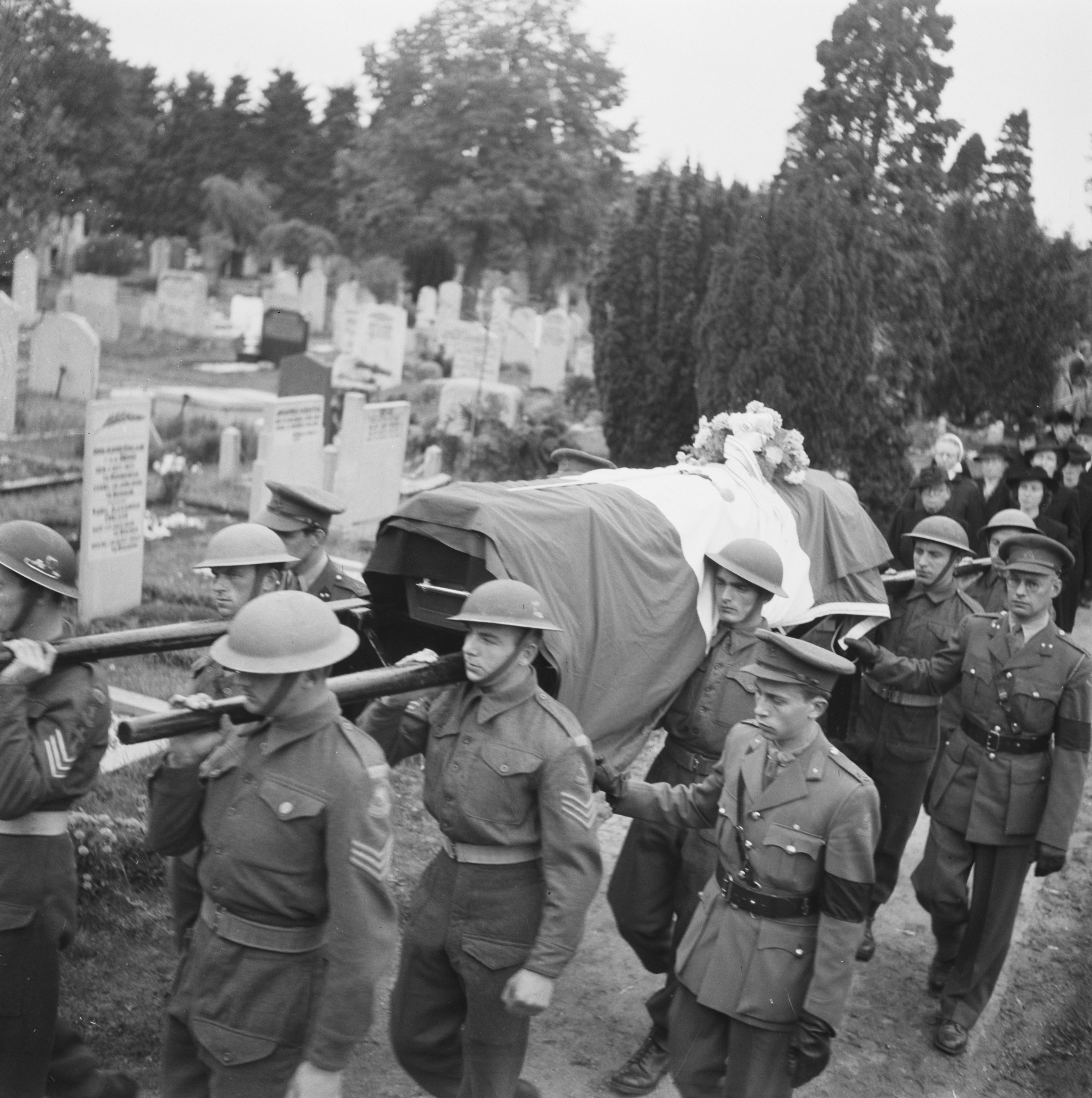
Der Lange Jan van Bussum, wie ihn seine Freunde und Mitstreiter nannten, wurde mit militärischen Ehren auf dem Ehrenfeld in Loenen bei Apeldoorn zur ewigen Ruhe gebettet.

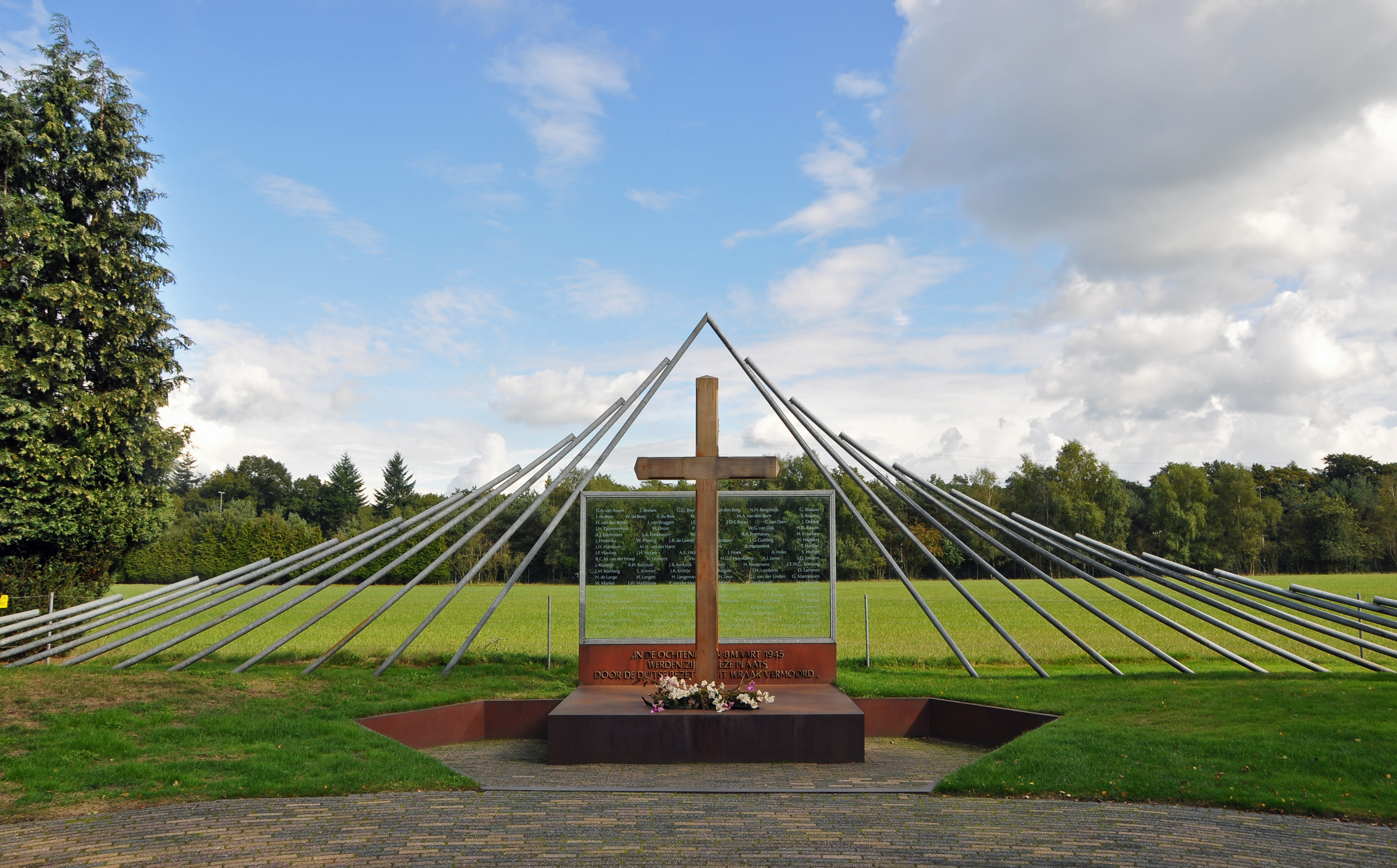
Mahnmal für die Erschossenen bei Woeste Hoeve

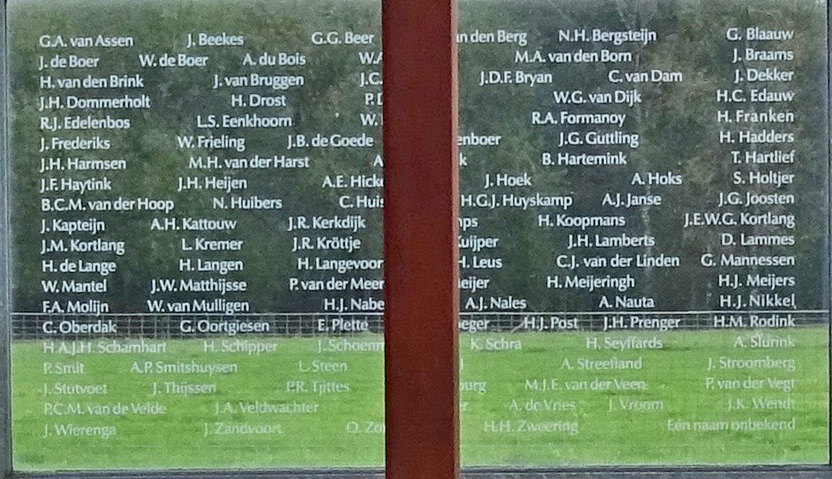
Der Name „J. Thijssen“ (links unten) zusammen mit den Namen der anderen Getöteten auf der gläsernen Gedenktafel des Mahnmals bei Woeste Hoeve

Jan Thijssen (* 29. Dezember 1908 in Bussum; † 8. März 1945 in Woeste Hoeve) war ein niederländischer Widerstandskämpfer während des Zweiten Weltkriegs. Seine Decknamen waren Lange Jan und Karel.

## Leben
Jan Thijssen stammte aus einem sozialdemokratisch geprägten Elternhaus. Sein Vater war Partner bei der Wirtschaftsprüfungsgesellschaft „Thijssen & van de Kieft“. Sein Onkel war der Schriftsteller und damalige SDAP-Abgeordnete Theo Thijssen (1879–1943). Jan absolvierte die Hogereburgerschool in Bussum. Für ein nachfolgendes Universitätsstudium, vorzugsweise der Elektrotechnik, reichte das Geld nicht. Stattdessen baute und reparierte er Funkgeräte und verdiente sich so das Geld für ein Studium an der Middelbare technische school (Technische Hochschule). Nach seinem Militärdienst ging er zur PTT, dem damaligen Staatsbetrieb für Post, Telegrafie und Telefonie, und war dort ab 1938 für die Funkortung und Aufdeckung illegaler Sendeanlagen zuständig. Während des Überfalls der Wehrmacht auf die Niederlande im Mai 1940 diente er als Infanterieoffizier. Nach der niederländischen Kapitulation heiratete er und ließ sich in Rijswijk nieder.
Nun reifte bei ihm der Gedanke, sich dem niederländischen Widerstand gegen die deutschen Besatzer anzuschließen und bei der Errichtung eines landesweiten Funknetzes zu helfen. Im Jahr 1942 nahm er Kontakt zum Ordedienst auf (deutsch wörtlich „Ordnungsdienst“), einer der damals wichtigsten Untergrundorganisationen. Ende des Jahres war das Funknetzwerk einsatzbereit. Am 20. April 1943 gründete er mit sieben Gleichgesinnten, Willem Santema, Johan Doorn, Gerrit Kleinveld, Dick van der Meer, Jan Brouwer, Andries Graafhuis und Johan Engel, den „Widerstandsrat“ Raad van Verzet. Auch hierfür baute er einen Funkdienst auf (Radiodienst van de Raad van Verzet) und wurde dessen Leiter. Am 1. November 1944 wurde er von Oberst Henri Koot (1883–1959), dem Kommandeur der inzwischen auf Königliches Dekret offiziell gegründeten Binnenlandse Strijdkrachten (deutsch „Inlands-Streitkräfte“), aufgrund interner Rivalitäten zwischen den verschiedenen Widerstandsgruppen von seiner Funktion entbunden. Nur wenige Tage später, am 8. November, wurde Jan Thijssen von der Sicherheitspolizei und dem SD auf der Autobahn zwischen Den Haag und Rotterdam bei einer Autokontrolle festgenommen.
Nur zwei Monate vor der bedingungslosen Kapitulation der Wehrmacht wurde er, zusammen mit 116 Mitstreitern, am 8. März 1945 bei Woeste Hoeve (etwa 12 km südlich von Apeldoorn) als „Vergeltungsmaßnahme“ für das Attentat auf den SS-Obergruppenführer Hanns Albin Rauter (1895–1949) von Deutschen erschossen. Als einziger der Gruppe versuchte er noch im letzten Moment durch Flucht zu entkommen und bewies so seinen unbrechbaren Widerstandswillen bis zum bitteren Ende.

## Postume Ehrungen
Am Ort der Erschießungen steht heute ein Mahnmal (Bild).
Am 14. Dezember 1949 erhielt Jan Thijssen postum durch Königin Juliana den Verdienstorden Bronzener Löwe (Bronzen Leeuw), eine Auszeichnung der Streitkräfte, die 1944 von Königin Wilhelmina der Niederlande für Militärpersonen gestiftet worden war, die sich in Kriegszeiten durch mutiges oder entschlossenes Auftreten gegenüber dem Feind ausgezeichnet hatten.
Am 8. April 1953 wurde ihm postum die amerikanische Medal of Freedom („Freiheitsmedaille“) mit silbernem Zweig für Tapferkeit verliehen.